# Ташенов, Казис Ташенович
Казис Ташенович Ташенов (род. 1 августа 1928, Казакская АССР, СССР) — академик НАН РК, почетный член АМН РК, доктор биологических наук.

## Биография
Известен как крупный ученый в области физиологии человека и животных, внесший значительный вклад в развитие физиологической науки Казахстана. Разработанное им новое направление в физиологии «О взаимоотношениях процессов пищеварения и лактации, механизма их регуляции» получило широкое признание научной общественности. Ташеновым К. Т. предложено и внедрено 26 оригинальных методов хирургических операций, позволяющих исследовать деятельность органов пищеварения и обмена веществ у сельскохозяйственных животных. Эти методики вошли в специальное руководство по хирургии и учебники по физиологии для вузов.
В течение 15 лет он выполнял совместную научно-исследовательскую работу с институтами физиологии человека АН Чехословакии и АН Словакии, Институтом физиологии питания Польской АН на основе двустороннего соглашения о научном сотрудничестве (1976—1991 гг.).
Будучи директором Института физиологии (1986—1990) Ташенов К. Т. проявил большие организаторские способности, умение работать с коллективом. Он вложил немало сил и труда в повышение качества и эффективности научно-организаторской работы в Институте. Под его руководством пересмотрена тематика исследований, определены приоритетные направления, проводилась интенсивная работа по подготовке молодых и высококвалифицированных кадров научных кадров. Была разработана Всесоюзная программа по приоритетному направлению «Физиология лимфообращения» и «Физиология продуктивных животных». Специальным решением Отделения физиологии АН СССР в 1988 г. Институт физиологии АН КазССР определен головным научным учреждением по проблеме «Физиология лимфатической системы» и руководителем утвержден Ташенов К. Т.
Являлся председателем Казахского физиологического общества. Под его руководством были проведены Всесоюзные симпозиумы по физиологии венозного кровообращения и лимфообращения. В 1979 году в Алма-Ате состоялся XIII съезд Всесоюзного физиологического общества имени И. П. Павлова. За организацию и успешное проведение данного съезда физиологов Президиумом АН СССР Ташенову К. Т. объявлена благодарность. По его инициативе и активном участии проведены семь съездов (1988, 1992, 1995, 1999, 2003, 2007, 2011 гг.) Казахского физиологического общества с приглашением ученых из зарубежных стран. Благодаря Ташенову К. Т. на XXXIV-м Конгрессе физиологов мира (Санкт-Петербург, 1997 г.) Казахское физиологическое общество принято в члены Международного союза физиологических наук.
Многие годы руководил секцией «Физиология продуктивных животных» научного Совета при Отделении физиологии АН СССР и являлся членом Международной комиссии по проблеме физиологии пищеварения и всасывания при АН СССР и член комиссии по присуждению премий имени академика К. М. Быкова.
Он избирался членом Президиума Академии наук КазССР и возглавлял Отделение биологических и медицинских наук в должности академика-секретаря. Принимал участие в создании концепции приоритетного направления развития биологической науки в Казахстане. Являлся научным руководителем фундаментального исследования по проблеме «Механизмы регуляции функции висцеральных систем и их коррекция для повышения резистентности организма к условиям окружающей среды», проводимого Институтом физиологии человека и животных МОН РК. Многие годы он избирался председателем диссертационного совета по защите докторских и кандидатских диссертаций по нормальной физиологии и физиологии человека и животных.
Ташеновым подготовлено более 25 кандидатов и докторов наук. Опубликовано более 300 научных трудов, в том числе 5 монографий и 20 работ за рубежом на английском, немецком и чешском языках. Им разработаны и внедрены методические рекомендации по использованию природных и синтетических кормовых добавок для продуктивных животных, за которые получены авторские свидетельства. С 1967 по 2004 г (37 лет) занимал должность профессора по кафедре физиологии человека и животных Казахского национального университета им. аль-Фараби.
В 1992 г. в Австралии был избран членом Международного ордена «Белый крест» с присвоением звания «Рыцарь человечества» и членом Большого Совета Всемирного Парламента Конфедерации рыцарей (Сидней).
За плодотворную научную деятельность и подготовку квалифицированных кадров награждён юбилейными и почетными грамотами Президиума НАН РК, медалями и почетным дипломом с занесением в Золотую книгу Казахстана, дипломом «За выдающиеся успехи в выполнении заданий пятилетки», почетной грамотой Президиума Верховного Совета Республики Казахстан.